# Cryncus massarti
Cryncus massarti är en insektsart som först beskrevs av Lucien Chopard 1934.  Cryncus massarti ingår i släktet Cryncus och familjen syrsor. Inga underarter finns listade i Catalogue of Life.